# Reactor nuclear de III generación

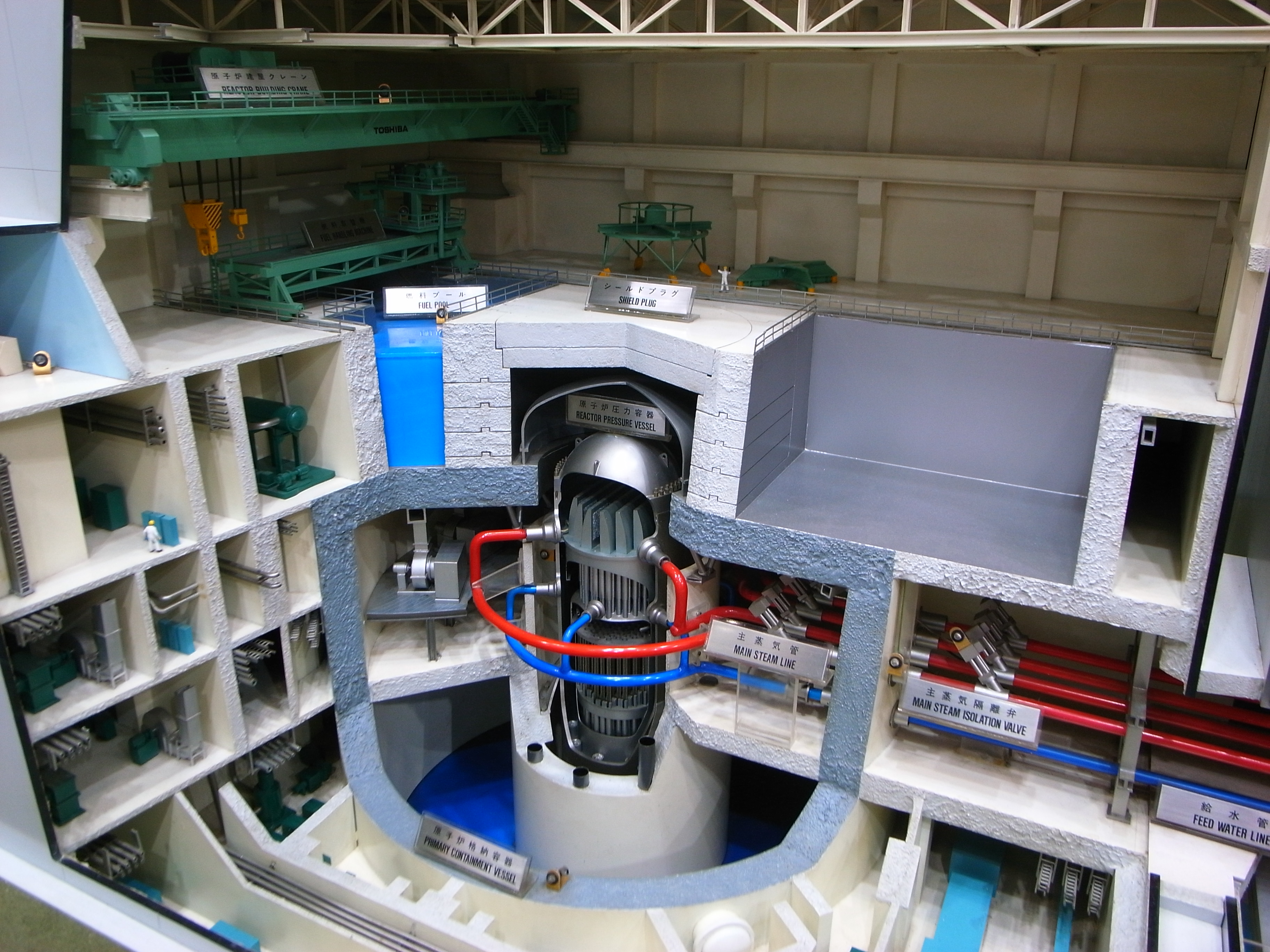
Modelo de la central nuclear de Toshiba con ABWR.

Un reactor nuclear de III generación es un desarrollo de cualquier reactor nuclear de diseño de segunda generación que incorpore mejoras evolucionaras en el diseño desarrollado durante el ciclo de vida de los diseños de reactores nucleares de II generación. Estas incluyen tecnología de combustible mejorada, superior rendimiento térmico, sistemas de seguridad pasiva y diseño estandarizado para costos reducidos de mantenimiento y capital.
Las mejoras en la tecnología de los reactores nucleares resulta en una vida operacional más larga (60 años de operación, extendible a 120 años de operación previo a revisión completa y un reemplazo del recipiente de presión del reactor) comparado con los actualmente usados reactores de II generación (diseñados para 40 años de operación, extensibles a +80 años de operación previo a una completa revisión y reemplazo del contenedor de presión del reactor). Además, las frecuencias de daño del núcleo para estos reactores son más bajas que para los reactores nucleares de II generación - 60 eventos de daño de núcleo por 1.000 millones de año reactor para el EPR; 3 eventos de daño de núcleo por 1.000 millones de año reactor para el ESBWR (en inglés: Economic Simplified Boiling Water Reactor, ESBWR) ambos significativamente más bajos que los 10.000 eventos de daño de núcleo por 1.000 millones de año reactor para los reactores BWR/4 de II generación.
Los primeros reactores nucleares de III generación fueron construidos en Japón, mientras que varios otros han sido aprobados para ser construidos en Europa. Un reactor Westinghouse AP1000, un reactor nuclear de III+ generación, está programado para iniciar sus operaciones en Sanmen, China en el año 2013.

## Reactores nucleares de III generación
- Reactor de agua en ebullición avanzado (en inglés: Advanced Boiling Water Reactor, ABWR) — Un diseño de General Electric que empezó a funcionar por primera vez en Japón en el año 1996.
- Reactor de agua a presión avanzado (o Mitsubishi APWR) (en inglés: Advanced Pressurized Water Reactor, APWR) — desarrollado por Mitsubishi Heavy Industries.
- CANDU mejorado 6 (EC6) — desarrollado por Atomic Energy of Canada Limited.
- VVER-1000/392 (PWR) — en varias modificaciones en el AES-91 y AES-92

## Diseños no adoptados
- AP600 — Un diseño Westinghouse Electric Company que recibió una aprobación final del diseño de la NRC en el año 2008; la EIA declaró que Westinghouse a despriorizado el AP600 en favor del diseño más grande, aunque incluso potencialmente menos caro (en un costo por kilowatt o capacidad base) del  AP1000.[3]
- System 80+ — un diseño de Combustion Engineering (ahora comprado por Westinghouse), que proporcionó la base para el diseño del APR1400 (Generación III+) que ha sido desarrollado en Corea del Sur para futuros despliegues y posible exportación.[4]

## Reactores nucleares de III+ generación
Los diseños de III+ generación ofrecen mejoras significativas en seguridad y economía por sobre los diseños de reactores avanzado de III generación certificados por la NRC en la década de 1990.
- Reactor CANDU Avanzado (ACR-1000)
- AP1000 — basado en el AP600 con una producción de energía incrementada
- Reactor europeo presurizado (EPR) — un descendiente evolucionario de los reactores Framatome N4 y Siemens Power Generation Division KONVOI.[5]
- Reactor nuclear económico simplificado de agua en ebullición (en inglés: Economic Simplified Boiling Water Reactor, ESBWR) — basado en el ABWR
- APR-1400 — un avanzado diseño PWR evolucionado a partir del System 80+ estadounidense, que es la base para el Reactor de la Siguiente Generación Coreano (en inglés: Korean Next Generation Reactor, KNGR)[6]
- VVER-1200/392M (PWR) — basado en el diseño del AES-2006 con principalmente características de seguridad pasiva
- VVER-1200/491 (PWR) — basado en el diseño del AES-2006 con principalmente características de seguridad activas, comercializado internacionalmente como el MIR.1200
- EU-ABWR — basado en el ABWR con producción de energía incrementada y cumpliendo con los estándares de seguridad de la Unión Europea
- PWR Avanzado (APWR) — Es un PWR de 4.ª generación de Mitsubishi Heavy Industries

## Reactores nucleares de III++ generación
- B&W mPower — un Reactor de Agua Ligera Avanzado en desarrollo por Babcock and Wilcox y Bechtel[7]